# Otto Meißner
Otto Meißner (Bischwiller, 13 marzo 1880 – Monaco di Baviera, 27 maggio 1953) è stato un politico tedesco, capo dell'Ufficio della Presidenza del Reich durante l'intero periodo della Repubblica di Weimar sotto Friedrich Ebert e Paul von Hindenburg e quindi, all'inizio dell'epoca nazista, sotto Adolf Hitler.

## Biografia
Figlio di un funzionario delle poste, Meißner studia legge a Strasburgo dal 1898 al 1903, dove diventa membro della Confraternita (Burschenschaft) degli studenti tedeschi. In seguito prosegue gli studi a Berlino e nel 1908 ottiene il titolo di Dottore in Legge ad Erlangen in Baviera. Diventa poi funzionario del servizio ferroviario nazionale, il Reichsbahn, con sede a Strasburgo. Tra il 1915 e il 1917 prende parte alla prima guerra mondiale in un reggimento di fanteria. Fino al 1919 ricopre ruoli poco visibili, dapprima a Bucarest, quindi a Kiev e alla fine come rappresentante ufficiale per il commercio tedesco presso il governo ucraino.
Grazie ai buoni contatti di cui dispone, nel 1919 Meißner diventa Consigliere aggiunto per l'Ufficio del Presidente del Reich (che all'epoca era il socialista Friedrich Ebert), e nel 1920 viene promosso al ruolo di Direttore ministeriale e capo dell'Ufficio del Presidente del Reich. Ebert nel 1923 nomina Meißner Segretario di Stato.
Quando Hitler nel 1934 unisce le figure del Capo di stato (ovvero il Presidente del Reich) e del Capo del governo, l'ufficio di Meißner viene rinominato Cancelleria Presidenziale e le sue responsabilità ridotte a competenze di tipo rappresentativo e formale. Nel 1937 Meißner viene innalzato alla posizione appena creata di Ministro di Stato del rango di Ministro del Reich, Capo della Cancelleria Presidenziale del Fuhrer e Cancelliere del Reich.
Dopo la seconda guerra mondiale Meißner viene arrestato dagli Alleati e interrogato in qualità di testimone al processo di Norimberga. Nel luglio 1947 testimonia nel procedimento contro l'ex Segretario di Stato Franz Schlegelberger. Nel 1949 viene a sua volta messo sotto accusa al processo di Wilhelmstraße, ma la corte lo assolve il 14 aprile dello stesso anno. Il mese successivo, nel maggio 1949, viene nuovamente processato a Monaco, e giudicato un traditore. Il suo appello viene respinto, ma i processi vengono interrotti nel gennaio 1952.
Nel 1950 Meißner pubblica un memoriale che racconta la sua singolare carriera di burocrate, un'autobiografia intitolata Segretario di Stato sotto Ebert, Hindenburg e Hitler.

## Il ruolo storico di Meißner
Meißner, che tra il 1929 e il 1939 visse con la famiglia nel Palazzo del Presidente del Reich, senza dubbio esercitò una grande influenza sui vari presidenti, specialmente su Hindenburg. Insieme a Kurt von Schleicher e pochi altri Meißner in quegli anni favorì la dissoluzione del sistema parlamentare sostituito di fatto da un ristretto gabinetto presidenziale.
Il suo ruolo nell'ascesa di Hitler alla cancelleria del Reich resta oggetto di discussione tra gli storici. Come membro della camarilla, Meißner non aveva certo meno influenza che come Segretario di Stato, grazie ai suoi stretti rapporti con il Presidente del Reich von Hindenburg. Insieme a Oskar von Hindenburg e Franz von Papen, Meißner organizzò le trattative con Hitler per deporre von Schleicher e nominò Hitler stesso come Cancelliere del Reich. Da parte dei nazisti le trattative furono agevolate dall'intervento di Wilhelm Keppler, Joachim von Ribbentrop e del banchiere Kurt Freiherr von Schröder, un ex funzionario statale e capo dell'"Herrenklub" più conservatore di Berlino, di cui faceva parte anche von Papen. Senza queste mediazioni né Hitler né Hindemburg alla fine del 1932 avrebbero avuto alcun contatto, dato il grande disprezzo che provavano reciprocamente.
Meißner rassegnò le sue dimissioni nel 1933 ma furono respinte, dopodiché proseguì a rivestire la carica occupandosi primariamente dei compiti di sua stretta competenza.
Nel 1937 il regime nazista lo elevò al rango di Ministro del Reich con il titolo di "Capo della Cancelleria Presidenziale del Führer e Cancelliere del Reich", ma politicamente la sua influenza nel regime hitleriano fu significativamente inferiore a quella del passato.
Fu processato durante il processo ai ministri l'undicesimo processo del processo di Norimberga e fu l'unico ministro ad essere assolto.